# Epistemología feminista
La epistemología feminista es un análisis de la epistemología (estudio del conocimiento) desde el punto de vista feminista. Elizabeth Anderson define la epistemología feminista como el estar interesado en la forma en la que el género influencia nuestro concepto del conocimiento y a las  "prácticas de investigación y criterios de fundamentación de la teoría". Es una rama de la epistemología social.

## Visión general
La epistemología feminista enfatiza la importancia de los valores éticos y políticos en la conformación de las prácticas epistémicas y en las interpretaciones de evidencia. 
La epistemología feminista estudia cómo influye el género en nuestra manera de entender el conocimiento,  su justificación y la  teoría del conocimiento;  describe cómo la manera en que se genera conocimiento y su justificación pone a las mujeres en desventaja.  
Las científicas de la epistemología feminista sostienen que el conocimiento discrimina a las mujeres al impedirles investigar y presentándolas como  inferiores, ya que las actuales teorías de conocimiento satisfacen sólo intereses masculinos, fortaleciendo así las jerarquías de género.
La idea central de epistemología feminista es que el conocimiento refleja las perspectivas particulares de la teoría. El interés principal de filósofas feministas es cómo los estereotipos de género sitúan el saber temas. se acercan este interés de tres perspectivas diferentes: feminista standpoint teoría, posmodernismo feminista, y empirismo feminista. Standpoint La teoría define una perspectiva social concreta como epistemically privilegiado. El posmodernismo feminista enfatiza el instability de los exploradores de identidad sociales y por lo tanto sus representaciones. Foco de empirismo encima combinando las ideas principales de feminismo y sus observaciones para probar feministic teorías a través de evidencia.
Elizabeth Anderson argumenta que el concepto de conocimiento situado es central a epistemología feminista. Donna Haraway afirma que la mayor parte del conocimiento (en particular, el conocimiento académico) siempre se sitúa y "se produce por actores posicionados que trabajan en / entre todo tipo de ubicaciones, que trabajan en / sobre / a través de todo tipo de relaciones de investigación (buques)". (Cook, et al.), y por ello qué es sabido y las maneras en que este conocimiento puede ser obtenido están condicionados a la posición —la situación y perspectiva— del sujeto cognoscente.
La filósofa feminista Miranda Fricker sostuvo que, además de las injusticias sociales o políticas, puede haber injusticias epistémicas de dos tipos: la injusticia testimonial y la injusticia hermenéutica. La injusticia testimonial consiste en los prejuicios que hacen que alguien "conceda un nivel de credibilidad inferior a la palabra de un hablante". Fricker da el ejemplo de una mujer que, debido a su género, no obtiene credibilidad en una reunión de negocios. Quizás tiene razón, pero los prejuicios hacen que sus interlocutores crean que sus argumentos son menos competentes u honestos y por tanto menos creíbles. En este caso, Fricker defiende que, además de una injusticia causada por los posibles resultados (como por ejemplo que la mujer en cuestión no reciba un ascenso merecido) hay una injusticia testimonial: "un tipo de injusticia en el cual se agravia a alguien por su capacidad como experta".
Sandra Harding organizó la epistemología feminista en tres categorías: empirismo feminista, epistemología del punto de vista, y epistemología posmoderna. Aunque potencialmente se trate de un conjunto limitado de categorías, el feminismo posmoderno representaba una ideología de transición que denunciaba la objetividad absoluta y anunciaba la muerte de las metanarrativas. Mientras estas tres categorías de epistemología feminista tienen su lugar en la historia (véase empirismo feminista, feminismo del punto de vista, feminismo posmoderno), como marcos ideológicos aguantan ideas epistémicas todavía pertinentes en el método feminista contemporáneo.

## Empirismo feminista
El empirismo feminista surgió de una crítica feminista que prestaba atención al sesgo masculino en las prácticas positivistas de la ciencia. Los investigadores feministas de la segunda ola identificaron cómo la cuantificación y objetivamente, como facetas del positivismo, se han mantenido como el "estándar de oro" para la investigación en ciencias sociales y políticas.  La cuantificación, y sus relaciones políticas con las nociones de objetividad, mantienen el dominio y la preferencia metodológica principalmente en los Estados Unidos. Esto se perpetúa por cómo las autoridades de financiamiento tienden a priorizar la investigación cuantitativa con marcos positivistas
Los empiristas feministas creen en el concepto de positivismo; que todo conocimiento puede ser entendido objetivamente y puede ser accedido a través de búsqueda empírica. Afirman que pre-el positivismo feminista era de hecho no objetivo en absoluto, desde positivismo tradicional  ‘sesgo androcéntrico ' dirigido a único parcial o ‘subjetivo' conocimiento del mundo. En esencia, todo la investigación empírica es inherentemente sesgada por juicios de valor e interpretación sesgada de la evidencia, por parte de las autoridades masculinas. Para el caso, no sea hasta que recuperando dato estadístico en el prevalencia de mujeres en el lugar de trabajo experimentando (qué es ahora sabido de ser) ‘acoso sexual' a través de encuestas en la década del 1970 que acoso sexual devino identificado por autoridades políticas en comunidad. Sin esta intervención de feministas en un campo empírico, este acto en comunidad nunca habría sido identificado como un asunto, desde los machos tuvieron ninguna razón para perseguir este fenómeno. Londa Schiebinger Más allá afirma que la búsqueda empírica “encarna mucho núcleo valores feministas”, en aquel feministas empiricists activamente está buscando fuera y eliminando exploitative búsqueda whilst resistiendo estratégico, oppressive explicaciones de datos.
El empirismo feminista está criticado para su creencia que “la objetividad” es más conseguida a través de cuantificación, si o no visto a través de una lente feminista o utilizado para ideales feministas.  La división entre dato cuantitativo y cualitativo históricamente ha reforzado dicotomías de género de “duros/blandos, emocionales/racionales, dignos/worthless”. Muchos afirman que ‘verdad objetiva' es un concepto falso, y así los empiristas feministas pueden sobreestimar la extensión al cual  pueden aumentar objetividad. Además, el positivismo y la búsqueda cuantitativa ha sido criticados como “detached” marco filosófico que inherently objectifies sus temas de búsqueda.
Feminista empiricists responder al problema de valor-neutralidad por alargar Quine  argumento: la teoría no es determinada por evidencia. Cualquier observación cuenta tan prueba para
tesis particular sólo si conectado con presunciones de fondo seguras, porque la observación similar podría apoyar hipótesis diferentes. En vida diaria, los científicos afrontan algunas restricciones en seleccionar las suposiciones de fondo, aquello está basado en a valores cognitivos les gustan la simplicidad y el conservadurismo, el cual una filosofía política y social que está basado encima reteniendo establecimientos sociales tradicionales. Feminista empiricists estado que no principio lógico o metodológico rotundamente prohíbe científicos de escoger sus suposiciones de fondo como sus valores políticos y sociales u otros intereses. Por tanto, los científicos feministas pueden seleccionar sus presunciones de fondo en gracia a sus opiniones encima algunos valores feministas.

### Dos paradojas
Hay dos paradojas centrales con el empirismo feminista.
Las paradojas del sesgo de género
Muchos feministas empiristas defienden encima exponiendo el sesgo androcéntrico y sexista en búsqueda científica, el cual las personas tienen un sesgo hacia diferencia de género y sexualidad.  Aun así, mientras  instan que la investigación feminista ayuda el desarrollo de ciencia,  adoptaron sesgo seguro aproximadamente género y ciencia.
La paradoja de construcción social
Aproximadamente muchas críticas de la ciencia exponen que la investigación científica está influida por ambos factores sociales y políticos.Las teorías del androcéntrismo o sexistas están influenciadas en la  sociedad por lo que la  defienden, los cuales pueden ser entendidos tanto para eliminar el sesgo y el plazo como “ individualista epistemología” sería utilizada.  Aun así,  quieren que los científicos deban ser abiertos a influencias sociales diferentes, el cual el sesgo de hembra es también una parte de influencia social.
Crítica de teoría de empirismo
Es la teoría más criticada  por otros, para sus suposiciones que transhistorical el tema de conocimiento existe exterior de determinación social (Harding 1990). También teoría de empirismo feminista declara que la ciencia corregirá todos los sesgos y errores en teorías sobre mujeres y otros grupos por él.

## Epistemología del punto de vista
En un nivel básico, la epistemología del «punto de vista» (standpoint, en inglés) sostiene que a los grupos marginados, como las mujeres, se les otorga un "privilegio epistémico", donde reside un potencial de entendimiento del mundo menos distorsionado que el de los grupos dominantes, como los hombres. Esta metodología presenta muchas ideas nuevas a la noción empirista feminista de que el dominio y el sesgo androcéntricos presentan una comprensión incompleta del mundo. Un "punto de vista" no se trata tanto de la perspectiva sesgada de un sujeto, sino de las "realidades" que estructuran las relaciones sociales de poder.
Las teorías del punto de vista retratan el universo desde una perspectiva particular concreta. Cada teoría del punto de vista tiene que especificar: la ubicación  social de la  perspectiva feminista, el  alcance de sus privilegios, la función social y la identidad que genera conocimiento y la justificación de estos privilegios. La teoría feminista del punto de vista declara la existencia de un privilegio en relaciones de género, las diversas teorías feministas del punto de vista parten de la existencia de un privilegio epistémico en los diferentes contextos feministas. La teoría feminista del punto de vista es uno  de los tipos de teoría crítica, su intención principal es mejorar su situación. Para conseguir este objetivo crítico, las teorías sociales tienen que representar la comprensión de los problemas del feminismo e intentar mejorar su condición. La teoría crítica es teoría de, por, y para los temas de estudio. El feminismo y la epistemología feminista están basados íntegramente en la investigación, suposiciones, y teorías. A través de estos métodos la epistemología feminista supera la tensión entre los sesgos que subyacen en el empirismo feminista. Presenta un elaborado mapa o método para maximizar una “sólida objetividad” en las ciencias naturales y sociales, aunque no se enfoca necesariamente en promover unas prácticas científicas positivistas, como sí es consustancial al empirismo feminista.
A pesar de que la epistemología del punto de vista ha sido criticada por centrarse demasiado estrechamente en la perspectiva particular de las mujeres, lo cual podría derivar en la adopción de conceptos invisibles de validez inestable tanto histórica cono sociológicamente, Harding asegura que la epistemología del punto de vista no esencializa ninguna identidad marginal en particular. Harding argumenta además que la metodología no se adhiere a la idea de “maximizar la neutralidad” entre grupos en un esfuerzo por maximizar la objetividad, pero en cambio reconoce que las relaciones de poder entre grupos hacen más complicadas estas relaciones. Esto es en algunas maneras contrario a la aserción de Doucet que la controversia de cómo poder producción de conocimiento influido es un post-punto de vista, debate más contemporáneo. La epistemología punto de vista también posa una necesidad para preguntar cuestiones críticas sobre las vidas y las instituciones sociales crearon por grupos dominantes; dónde el campo deviene una sociología  para mujeres y no sólo sobre mujeres.
En la práctica, la teoría del punto de vista es utilizada habitualmente como "una filosofía de conocimiento, una filosofía de ciencia, una sociología de conocimiento, una defensa moral/política de la expansión de derechos democráticos". A pesar de que se ha afirmado que “el privilegio epistémico” es inherente a los grupos marginados, Harding presenta la teoría del punto de vista como una manera de explicar que tanto los individuos de grupos marginados como dominantes sean capaces de conseguir perspectivas liberadoras. Al construir su epistemología del punto de vista, Sandra Harding se basó en su interpretación del trabajo de los filósofos de la ciencia Thomas Kuhn y Willard Quine. La teoría del punto de vista de Harding también se basa en el marxismo, aunque rechazó en gran medida el marxismo por su representación de las mujeres en términos meramente de clase.
Crítica a la teoría del punto de vista: la filósofa Helen Longino se opone a la teoría del punto de vista, porque reclama que la teoría punto de vista no puede proporcionar el conocimiento del cual punto de vista tiene más privilegio. El profesor de humanidades Bar On (1993) dijo que si la ética femenina  del cuidado proporciona perspectiva privilegiada encima moralidad, entonces nuestro conocimiento moral está convencido solo por existencia de relaciones de género. Bar On también reclama que teoría qué explica relación estructural entre adelantado y menos desarrollado, el cual dicta el privilegio epistémico no puede ser aplicado a mujeres. Marx reclamó que los conflictos de clase derivan en otros conflictos como racismo, sexismo, conflictos nacionales y religiosos.
La epistemología feminista es criticada por filósofos diferentes. Los Feministas postmodernistas la culpa feminista empiricista para suponer la existencia de un individual y para admitir un uncritical concepto de experiencia. La epistemología Quine naturalizada de algunas empiristas feministas percibe a los conocedores como socialmente situados; Hundleby, un teórico del punto de vista, critica el empirismo feminista por ignorar el papel clave de las mujeres en las actividades políticas.
La teoría de los puntos de vista a menudo se critica por la falta de evidencia disponible para respaldarla y las ideas subyacentes, como la falta de justificación de la teoría de subdeterminación de Harding. Pinnick, para ilustrar su punto sobre la pobre evidencia de Harding, apunta a la teoría de punto de vista, de que la ciencia es más objetiva si está motivada políticamente, lo que afirma Pinnick es contrario a lo que sucedió en el pasado cuando los científicos inyectaron deliberadamente la política en sus teorías. Diseños de pruebas de eugenesia e inteligencia como ejemplos de ciencia politizada). También critica a Harding por afirmar que los grupos marginados producen resultados científicos mejores y menos sesgados porque, según Pinnick, Harding no proporciona ninguna evidencia empírica para esta idea.

## Posmodernismo
El pensamiento post moderno marca un cambio de grupo feminista fuera de dominante, positivistic ideales de objetividad y universal entendiendo. En cambio,  reconoce una diversidad de perspectivas humanas únicas, ninguno de los cuales pueden reclamar autoridad de conocimiento absoluto. Correo-el feminismo Moderno así ha sido criticado para habiendo un relativista-stance, donde relaciones de poder actual entre identidades claves han sido atención desatendida a menudo. Es posible de ver este político stance en oposición directa al “emancipatory aspiraciones” de mujeres. Aun así, Saba Mahmood argumentaría esta crítica es en algunas maneras oppositional a comprensiones globales de deseo hembra, donde la idea de ‘libertad' es un esencial, condicionalmente oppressive componente a feminismo occidental cuáles erróneamente pueden suponer que las mujeres de países orientales dominaron por el poder macho es víctimas  necesitando para ser liberated.
Donna Haraway, una feminista postmoderno, muestra qué correo-el feminismo moderno reconoce positivismo como un inherently oppressive ideología, donde ‘la ciencia es' retórica de ‘verdad' solió socava marginalized personas' agencia y delegitimize ‘encarnado' cuentas de verdad. Además,  argumentan que ‘objetividad' es un externo, disembodied el punto de vista dejó sólo a privilegiado (unmarked cuerpos), porque marginalized (cuerpos marcados) no puede tener las perspectivas disociaron de ‘quién  son'. A pesar de correo-crítica relativista moderna, esta teoría resiste relativismo en firmemente reconociendo relaciones de poder en aquella objetividad es un privilegio de unmarked cuerpos. Harding  teoría de “situó los conocimientos” aguanta ciertos a correo-ideología moderna, donde el conocimiento tendría que ser colocado en contexto; esto crea una gama más limitada de conocimiento que objetividad “teórica”, pero es más rico en dejar para intercambio de comprensivo entre experiencias individuales. Positivismo inherently da manera a posiciones autoritarias de conocimiento qué obstaculizar discusión y render limitó entender del mundo. Ambas ciencia positivista y el relativismo han sido reconocidos tan contrariamente a correo-el feminista moderno pensó, desde ambos minimizar la importancia de contexto (geográfico, demográfico, poder) encima reclamaciones de conocimiento.
Crítica de posmodernismo: características Claves de posmodernismo: “Mujeres” no la categoría de análisis y contiene de perspectivas qué es polémico con teoría feminista. El hecho que las mujeres son en la posición social diferente puede experimentar sexism de manera diferente, no significa que no lo adolecen (MacKinnon 2000). La teoría de posmodernismo disuelve todos los  grupos, y apoya las ideas que el conocimiento de cualquier fuente es  mejor que ningún conocimiento en absoluto (Bordo 1990).

### "Teoría en la Carne"
La afirmación del feminismo posmoderno de "conocimientos situados", juega bien a la "Teoría en la Carne”, de Cherrie Moraga, donde las ‘realidades físicas' de las vidas de pueblos indígenas, son los medios para crear una politica decolonial contra métodos opresivos, inaccesibles, eurocéntricos, de la producción de conocimiento académico. Este marco epistemológico ha sido utilizado por feministas afines a Bell Hooks, quien reclama que teorizar está a menudo ligado a un proceso de auto-recuperación y liberación colectiva; no es así limitado a aquellos en el reino académico occidental, ni   requiere de búsqueda ‘científica'. Bell Hooks afirma que teoría y aplicación práctica de la política emancipatoria puede y (a menudo lo hace) existe simultánea y recíprocamente. El feminismo moderno ha dado forma a la cuestión de si tendría o no, que haber maneras feministas particulares de saber.

### "Teoría de Virtud Epistémica feminista"
Este foco de teoría encima cómo poder y relaciones de género behave en plazos de teoría de valor y epistemología. Bordo Es (1990) y Lloyd es (1984) examinó qué “maleness” y “femaleness” está utilizado en discusiones y teorías filosóficas aproximadamente relación como, razón/unreason, emoción/de razón y subjetividad/de objetividad. Código de Lorena es (1987, 1991, 1995, 1996) con otro feminista co-los trabajadores determinaron en qué maneras políticas y formas rutinarias sociales nuestras identidades y perspectivas de nuestro mundiales y especialmente género, cómo  dirige a entender de responsabilidad epistémica. Los trabajos del código también han sido influyente en campos epistemológicos, los cuales pueden ser descritos tan la versión de naturalismo toma y reinventa sencillo y uncontroversial creencias empíricas, por ejemplo a la creencia le gusta “yo sabe que  estoy viendo un pájaro”, deforma la naturaleza animal epistémica. Teóricos de virtud epistémicos feministas rehúsa casi todas las suposiciones. Los problemas escépticos no pueden conseguir cualesquier conexiones con él, así que  está ignorado y considerado como pseudo-problema.

## Crítica de ciencia feminista y ciencia feminista

### Crítica de ciencia feminista: sesgo cuando error
La crítica de ciencia feminista principalmente tiene cinco clases diferentes de investigar aproximadamente género y ciencia para dirigir cinco identificó sesgos.  Estos son los estudios:
- Exclusión o marginación de científicos de mujeres impair progreso científico.
- Aplicaciones de ciencia y desventaja de tecnología mujeres y otros grupos vulnerables y tratar sus intereses cuando menos importantes.
- La ciencia tiene ignoró mujeres y género, y cómo girando la atención a estos asuntos puede requerir revisiones de aceptó teorías.
- Sesgos hacia laborables con “estilos” cognitivos masculinos (y en algunos casos incluso las palabras relacionaron a ellos) que poder — a través de limitativo, parcial, o ventaja de perspectiva — incompleta a errores de omisión o unjustified conclusiones.
- Búsqueda a diferencias de sexo que refuerza estereotipos de sexo y sexista las prácticas fallan para vivir hasta estándares de ciencia buena.

### Ciencia feminista: sesgo cuando recurso
La ciencia feminista argumenta que la investigación de ciencia qué informado por la epistemología feminista está basada encima legalizando y producir el sesgo parcial limitativo.
Pluralista filósofos y científicos feministas de ciencia definen ciencia feminista cuando contenido preferido y “método” femenino.